# Stupovača
Stupovača is een plaats in de gemeente Kutina in de Kroatische provincie Sisak-Moslavina. De plaats telt 472 inwoners (2001).